# 卢瓦松
卢瓦松（法語：Loison，法語發音：[lwazɔ̃]）是法国默兹省的一个市镇，位于该省东北部，属于凡尔登区。

## 地理
卢瓦松（49°18'40"N, 5°36'45"E）面积14.18 平方千米，位于法国大東部大區默兹省，该省份为法国西北部内陆省份，北与比利时接壤，西接马恩省和阿登省，南至上马恩省和孚日省，东临默尔特-摩泽尔省。
与卢瓦松接壤的市镇（或旧市镇、城区）包括：瑟农、比伊苏芒日耶讷、然克雷、格勒米伊、米泽赖、沃东库尔。

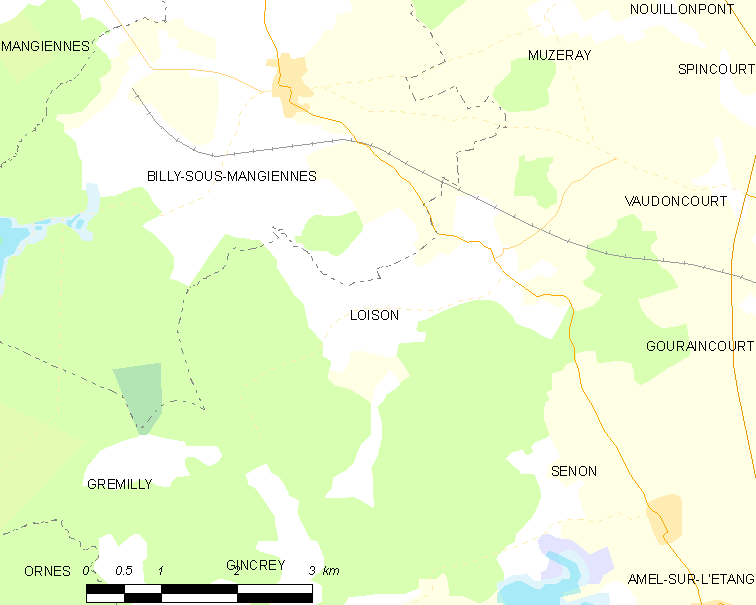
卢瓦松的OSM定位图

卢瓦松的时区为UTC+01:00、UTC+02:00（夏令时）。

## 行政
卢瓦松的邮政编码为55230，INSEE市镇编码为55299。

## 政治
卢瓦松所属的省级选区为布利尼县。

## 人口

1962-2008年间卢瓦松人口变化图示

卢瓦松于2022年1月1日时的人口数量为117人。